# Haret, Vrancea
Haret este un sat ce aparține orașului Mărășești din județul Vrancea, Moldova, România.